# Míškovice
Míškovice (en allemand : Mischkowitz) est une commune du district de Kroměříž, dans la région de Zlín, en Tchéquie. Sa population s'élevait à 716 habitants en 2025.

## Géographie
Míškovice se trouve à 11 km à l'est de Kroměříž, à 11 km au nord-ouest de Zlín, à 70 km à l'est-nord-est de Brno et à 242 km à l'est-sud-est de Prague.
La commune est limitée par Ludslavice et Zahnašovice au nord, par Lechotice et Mysločovice à l'est, par Machová au sud, et par Tlumačov et Kurovice à l'ouest.

## Histoire
La première mention écrite de la localité date de 1397.

## Transports
Par la route, Míškovice se trouve à 9 km de Holešov, à 15 km de Kroměříž, à 15 km de Zlín, à 79 km de Brno et à 285 km de Prague.

## Source
- (cs) Cet article est partiellement ou en totalité issu de l’article de Wikipédia en tchèque intitulé « Míškovice » (voir la liste des auteurs).